# Реал Солт-Лейк
Реал Солт-Лейк (англ. Real Salt Lake) — професіональний футбольний клуб з Солт-Лейк-Сіті (США), що грає у Major League Soccer — вищому футбольному дивізіоні США і Канади. Клуб було засновано у 2004 році, а з 2005 року грає в чемпіонаті. Реал Солт-Лейк був чемпіоном МЛС у 2009 році і фіналістом Кубка МЛС у 2013. У 2011 Реал Солт-Лейк став першим клубом США, котрому вдалося вийти до фіналу Ліги чемпіонів КОНКАКАФ.
Домашні матчі проводить на Ріо Тінто Стедіум, який розташований у передмісті Солт-Лейк-Сіті — Санді.

## Здобутки
- Кубок МЛС
  - Переможець (1): 2009
- Supporters' Shield
  - 2-е місце: 2010
- Конференції
  - Переможець Плей-оф Західної конференції (1): 2013
  - Переможець Плей-оф Східної конференції (1): 2009
- Інші трофеї
  - Rocky Mountain Cup (8): 2007, 2008, 2009, 2010, 2011, 2012, 2014, 2016
  - Carolina Challenge Cup: 2009
  - Desert Diamond Cup: 2015